# Akazome Emon
 (novembre 2024).
Akazome Emon est un nom japonais traditionnel ; le nom de famille (ou le nom d'école) précède donc le prénom (ou le nom d'artiste).
Akazome Emon (赤染衛門, 956–1041) est une poétesse japonaise de waka qui a vécu au milieu de l'époque de Heian. Elle est membre des trente-six poètes sages (中古三十六歌仙, Chūko Sanjūrokkasen) et des trente-six poétesses immortelles (女房三十六歌仙, Nyōbō Sanjūrokkasen).
On pense qu'elle est l'auteur ou le compilateur principal des Eiga Monogatari.

## Source
- Earl Miner, Hiroko Odagiri et Robert E. Morrell (1985). The Princeton Companion to Classical Japanese Literature. Princeton University Press, 141.
- Notices d'autorité :   - VIAF
  - ISNI
  - LCCN
  - GND
  - Japon
  - CiNii
  - WorldCat